# USS Benton
USS Benton – amerykańska pancerna kanonierka rzeczna marynarki wojennej Unii z okresu wojny secesyjnej, o napędzie kołowym. Przebudowana ze statku rzecznego Submarine Boat No. 7 w 1862 roku i służąca na Missisipi i jej dopływach w latach 1862–1865.
Jej uzbrojenie stanowiło szesnaście ciężkich dział różnych wagomiarów. Była najciężej uzbrojonym okrętem rzecznym i okrętem flagowym Zachodniej Flotylli Kanonierek. Została wycofana ze służby w 1865 roku.

## Budowa
Budowa pierwszych rzecznych kanonierek pancernych Unii z początkowego okresu wojny secesyjnej wiąże się z osobą inżyniera-samouk Jamesa B. Eadsa, który był udziałowcem przedsiębiorstwa ratowniczego Missouri Wrecking Company i posiadał duże doświadczenie dotyczące rzek Zachodu. Już kilka dni po wybuchu wojny domowej zaoferował władzom Unii swoją wiedzę w tym zakresie. Pod koniec kwietnia, zaproszony do Waszyngtonu, spotkał się z prezydentem Lincolnem i jego gabinetem oraz przedstawił Sekretarzowi Marynarki Gideonowi Wellesowi sugestie dotyczące opanowania doliny Missisipi i wyboru odpowiednich okrętów dla tego celu. Oprócz zamówienia budowy kanonierek typu City, James Eads zasugerował adaptację do celów wojennych statku ratowniczego należącego do Missouri Wrecking Company. Było to oryginalnie katamaran służący do usuwania przeszkód, zwłaszcza drzew z dna rzek i rozlewisk (ang. snag boat), a także podnoszenia wraków. Oznaczony był jako Submarine Boat No. 7 (określenie Submarine nie oznaczało jeszcze wówczas wyłącznie okrętu podwodnego). Początkowo statek był własnością rządową, zakupiony przez przedsiębiorstwo krótko przed wojną. W listopadzie 1861 roku statek został zakupiony przez Departament Wojny za 2600 dolarów i przystąpiono do jego przebudowy na silną kanonierkę pancerną.
W toku adaptacji przebudowano jednostkę z katamaranu na jednokadłubową. Eads uzyskał kontrakt, lecz podzlecił prace firmie Morse & Dagett z Saint Louis. Przebudowany kadłub wodowano 7 grudnia 1861 roku. Pierwsze próby przeprowadzono w połowie stycznia 1862 roku. Wcielono go do służby 24 lutego 1862 roku. Jednostka okazała się powolna i mało zwrotna, lecz była wyjątkowo silnie uzbrojona i opancerzona. Wyróżniała się dużą szerokością, umożliwiającą ustawienie aż czterech ciężkich dział z przodu – minimalnie szerszą jednostką była tylko kanonierka USS „Tuscumbia”, która przenosiła trzy działa z przodu, chociaż cięższe.

## Opis

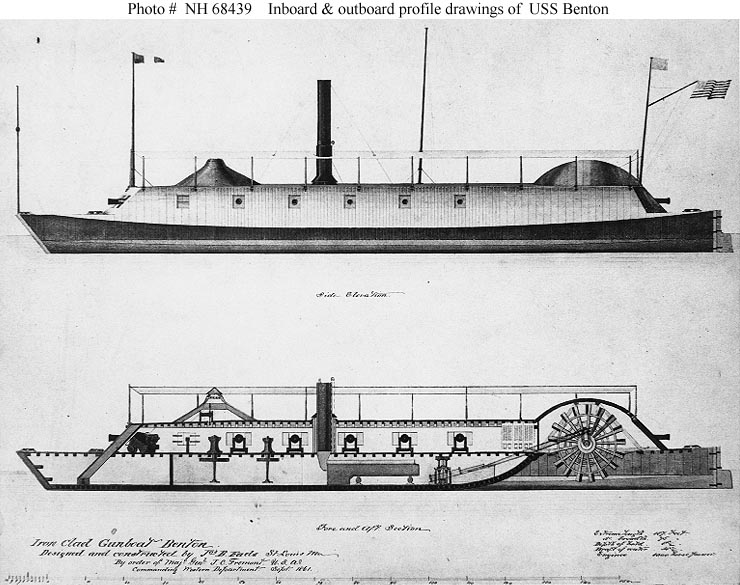
Plan i przekrój USS „Benton”

Okręt był konstrukcji drewnianej. Powstał przez przebudowę katamaranu, z dodaniem dna łączącego oba kadłuby, nowego dziobu i wspólnego pokładu. W części rufowej pozostawiono dwa kadłuby, na długości ok. 15 metrów od rufy, pomiędzy którymi były dwa koła łopatkowe. Oryginalnie każdy z kadłubów miał siedem przedziałów wodoszczelnych, co było unikalną cechą wśród jednostek rzecznych, aczkolwiek specyfika drewnianej konstrukcji nie gwarantowała pełnej szczelności. Według Eadsa, okręt po przebudowie miał 40 przedziałów. Długość wynosiła 57 m (187 stóp), szerokość 22,9 m (75 stóp). Według innych źródeł, długość wynosiła 61,6 m (202 stopy), a szerokość 21,9 m (72 stopy).  Wyporność wynosiła ponad 1000 ton lub 633 tony.
Na pokładzie zabudowana była wspólna kazamata na planie zbliżonym do prostokąta, z nachylonymi ścianami. W przedniej części na dachu kazamaty znajdowała się opancerzona sterówka w formie płaskiej piramidy, a z tyłu dach kazamaty miał wybrzuszenie nad kołami łopatkowymi. W środkowej części okręt miał dwa wysokie kominy umieszczone obok siebie. Boczne ściany kazamaty schodziły charakterystycznym dla tego okrętu łukiem w dół do linii wodnej. Jej przednia pochylona ściana sięgała na 60 cm poniżej pokładu i była wykonana z drewna o grubości sprowadzonej do poziomu ok. 864 mm (34 cale), pokrytego płytami żelaznymi grubości 64 mm (2,5 cala). Boki kazamaty wykonane były z drewna o grubości  508 mm (20 cali), w przedniej części na długości 18,3 m pokrytego płytami 64 mm, a w tylnej części płytami grubości 16 mm. Sterówka miała pancerz z płyt 38 mm (1,5 cala). Masa pancerza wynosiła ok. 260 ton.
Uzbrojenie stanowiło 16 armat w kazamacie, strzelających przez ambrazury w jej ścianach. W przedniej ścianie znajdowały się aż cztery działa - najwięcej wśród okrętów rzecznych. W bocznych ścianach znajdowało się po pięć dział, a w tylnej dwa, po bokach kół łopatkowych. Uzbrojenie początkowo składało się z dwóch armat gładkolufowych 9-calowych (229 mm) Dahlgrena, siedmiu 42-funtowych i siedmiu 32-funtowych. Przed sierpniem 1862 roku składało się z dwóch armat 9-calowych, czterech 42-funtowych, ośmiu 32-funtowych i dwóch gwintowanych 50-funtowych oraz haubicy 12-funtowej na pokładzie. W połowie 1863 roku składało się z dwóch dział gwintowanych 100-funtowych, dwóch dział gwintowanych 50-funtowych, ośmiu armat 9-calowych i czterech 32-funtowych. Była to największa liczba armat wśród jednostek rzecznych.
Napęd stanowiły dwie pochylone maszyny parowe o średnicy cylindra 50,8 cm i skoku tłoka 213 cm. Parę dostarczało pięć kotłów typu lokomotywowego. Maszyny napędzały dwa koła łopatkowe umieszczone obok siebie pomiędzy kadłubami na rufie. Każda z maszyn napędzała osobne koło, przez co mogły być używane do wspomagania manewrowania przez różnicowanie obrotów. Prędkość wynosiła 5,5 węzła w nieruchomej wodzie i tylko 2,5 węzła pod prąd. Okręt miał dwa stery. Wyposażenie ponadto stanowiły pompy parowe.

## Służba

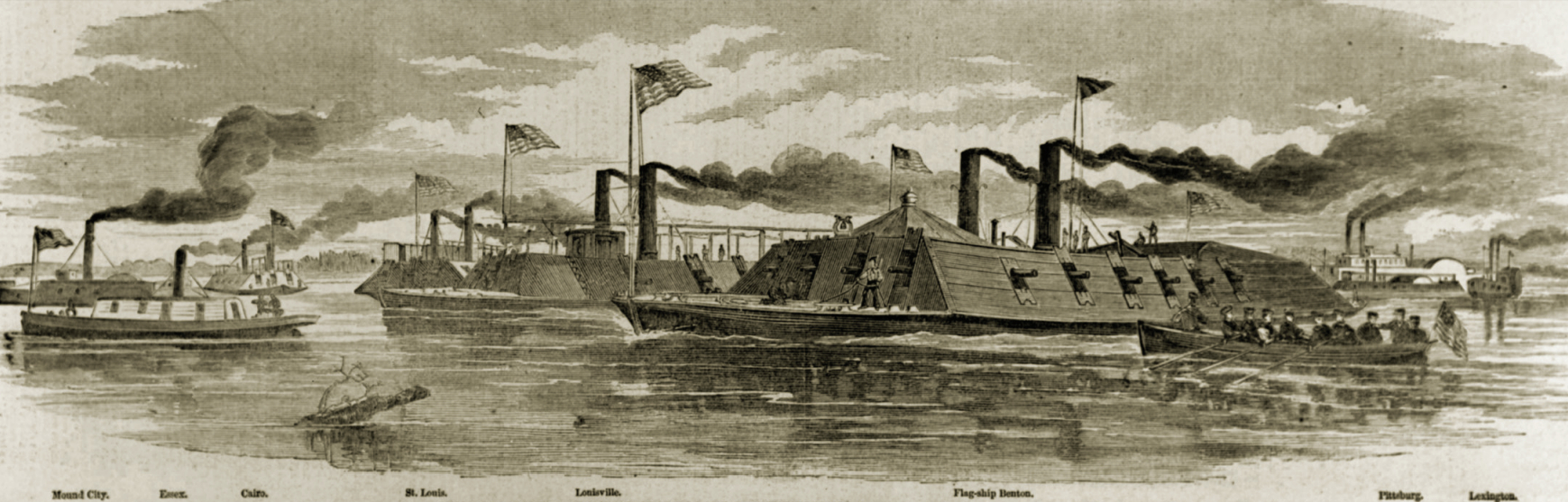
Rycina z 1862 przedstawiająca kanonierki Zachodniej Flotylli – na pierwszym planie USS „Benton”

„Benton” używany był w kampanii na Missisipi począwszy od ataków na wyspę nr 10 w marcu 1862 roku. W maju jako okręt flagowy nowego dowódcy Zachodniej Flotylli Kanonierek Charlesa Davisa uczestniczył w atakach na Fort Pillow. 6 czerwca uczestniczył w bitwie na rzece pod Memphis. Następnie uczestniczył w działaniach pod głównym konfederackim ośrodkiem oporu – Vicksburgiem. 15 lipca brał udział w starciu z konfederackim okrętem pancernym CSS Arkansas na północ od Vicksburga. Wraz z flotyllą przeszedł następnie w podporządkowanie Marynarki zamiast Armii USA i stał się okrętem flagowym kontradmirała Davida Portera. 16 kwietnia 1863 roku wraz z innymi jednostkami przedarł się w dół rzeki obok Vicksburga, podczas czego otrzymał pięć trafień, lecz bez zabitych. Podczas ataków na pozycje konfederatów pod Grand Gulf 29 kwietnia pocisk przebił pancerz Bentona, powodując 25 ofiar, a okręt zdryfował potem w dół rzeki.
W marcu 1864 roku Benton wziął udział w nieudanej ekspedycji na rzekę Red.
Po wojnie, 20 lipca 1865 roku został wycofany ze służby i sprzedany za 3000 dolarów, po usunięciu opancerzenia.
Dowódcy:
- Lt. Cdr. Seth Ledyard Phelps: marzec – wrzesień 1862
- Lt. Cdr. William Gwin: październik – grudzień 1862
- Lt. George Lord: styczeń – luty 1863
- Lt. Cdr. James Greer: marzec 1863 – wrzesień 1864
- Lt. May: październik 1864
- Lt. Cdr. Edward McCauley: od listopada 1864.